# 19766 Katiedavis
19766 Katiedavis este un asteroid din centura principală de asteroizi.

## Descriere
19766 Katiedavis este un asteroid din centura principală de asteroizi. A fost descoperit pe 24 iulie 2000 la Socorro, New Mexico, în cadrul proiectului LINEAR. Asteroidul prezintă o orbită caracterizată de o semiaxă mare de 2,35 ua, o excentricitate de 0,11 și o înclinație de 6,6° în raport cu ecliptica.